# Acanthagrion vidua
Acanthagrion vidua är en trollsländeart som först beskrevs av Selys 1876.  Acanthagrion vidua ingår i släktet Acanthagrion och familjen dammflicksländor. Inga underarter finns listade i Catalogue of Life.